# Commanderie d'Angoulême
Le temple d'Angoulême est une commanderie hospitalière d'origine templière située sur la commune d'Angoulême. Aucun vestige n'en subsiste de nos jours.

## Historique
Angoulême, en tant que capitale de l'Angoumois, n'accueillait qu'une modeste commanderie de Templiers. Son emplacement est estimé près de l'actuelle rue des Postes, à l'ouest et à proximité immédiate de l'ancien château (actuel hôtel de ville).
Sa présence est discrète dans les documents, et la date de sa construction, au Moyen Âge, est inconnue.
À la dissolution de l'ordre du Temple, la commanderie passa comme celles du Fouilloux et de Boixe aux Hospitaliers et fut rattachée à celle de Beauvais-sur-Matha en Saintonge, qui avait aussi appartenu aux Templiers avant le concile de Vienne. Sa chapelle était dédiée à saint Jean, bien qu'elle soit construite dans la paroisse de Saint-Antonin (ou Saint-Antoine).
En 1373, une enquête pontificale mentionne brièvement que personne ne résidait depuis deux ans dans la maison du Temple d'Angoulême, et qu'aucun revenu n'y avait été perçu depuis deux ans en raison des guerres franco-anglaises.
En 1588, le duc d'Épernon, gouverneur d'Angoumois, répondant au vœu du roi, décidait de faire démolir les bâtiments afin de construire l'enceinte extérieure du château. Le Temple d'Angoulême dépendait alors de la commanderie hospitalière de Villegats, et son commandeur, le chevalier Jean Gazeau, adressa une supplique au duc, qui fit néanmoins raser les bâtiments et la chapelle en échange d'une promesse au commandeur de lui trouver des nouveaux locaux, promesse qui ne semble pas avoir été honorée sur Angoulême.

## Description
Le procès-verbal de la visite de 1588 donne une représentation des bâtiments disparus. La chapelle était de dimensions modestes et bâtie en pierres de taille. Elle formait un rectangle, son toit était couvert de tuiles, et sa façade percée d'une ouverture était surmontée d'un clocher-arcade. À côté s'élevait le logis des Templiers, bâti sur caves, avec de vastes écuries donnant sur un jardin clos de murs. Il faisait face à la résidence comtale, et Hugues X de Lusignan y séjourna quelques jours.

## Commandeurs templiers
- En 1207 : frère Aimery Lambert, était également commandeur des maisons du Boixe et du Fouilloux[3].

## Sources
- Charles Daras, Les Templiers en Charente, Société archéologique et historique de la Charente, 1981 (1re éd. 1954), 117 p.
- Anne-Marie Legras dans Jack Bocar, « Département de la Charente », sur templiers.net, 2005 (consulté le 21 février 2016)